# Carver Engineering

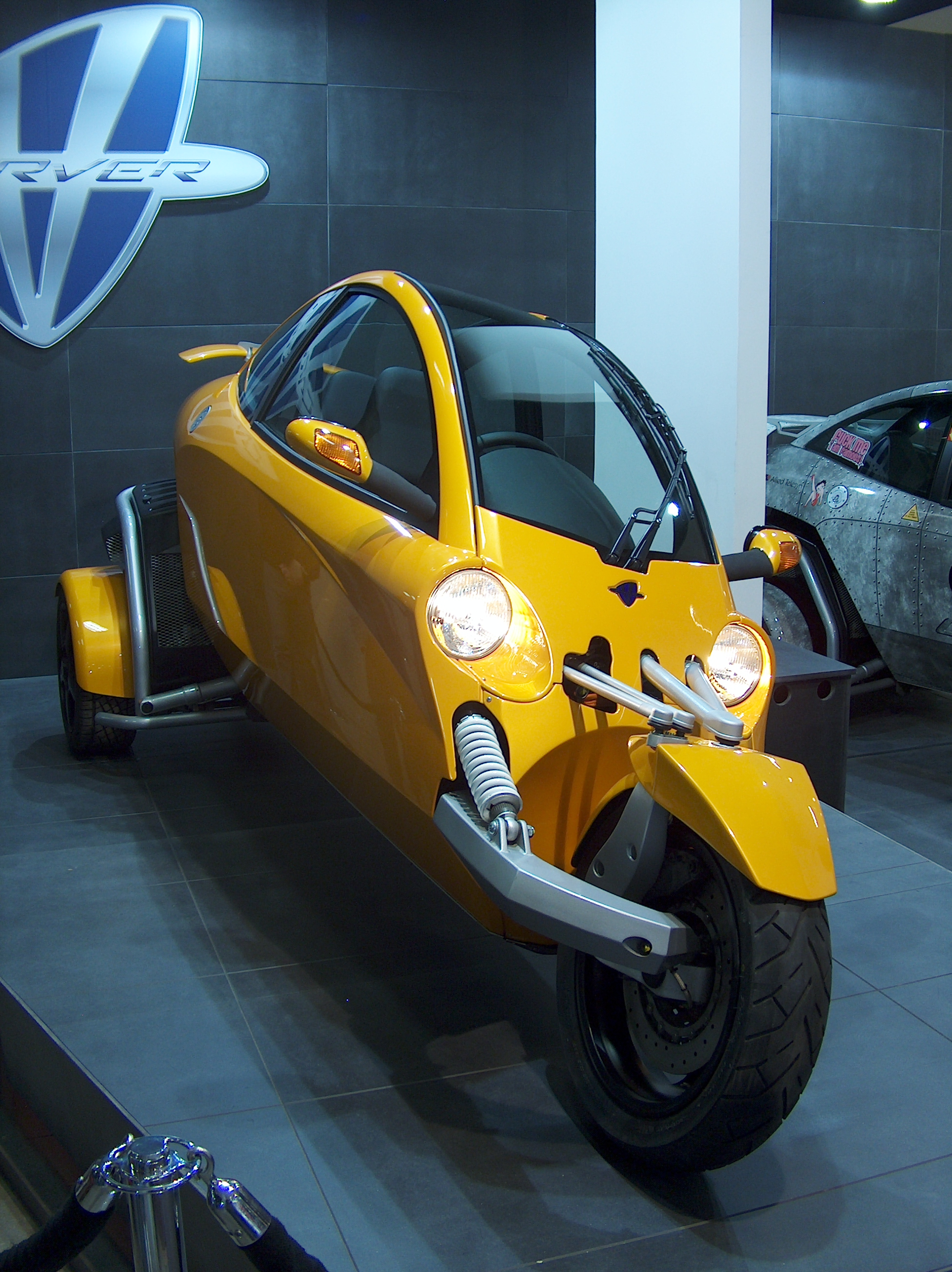
stoisko Carvera

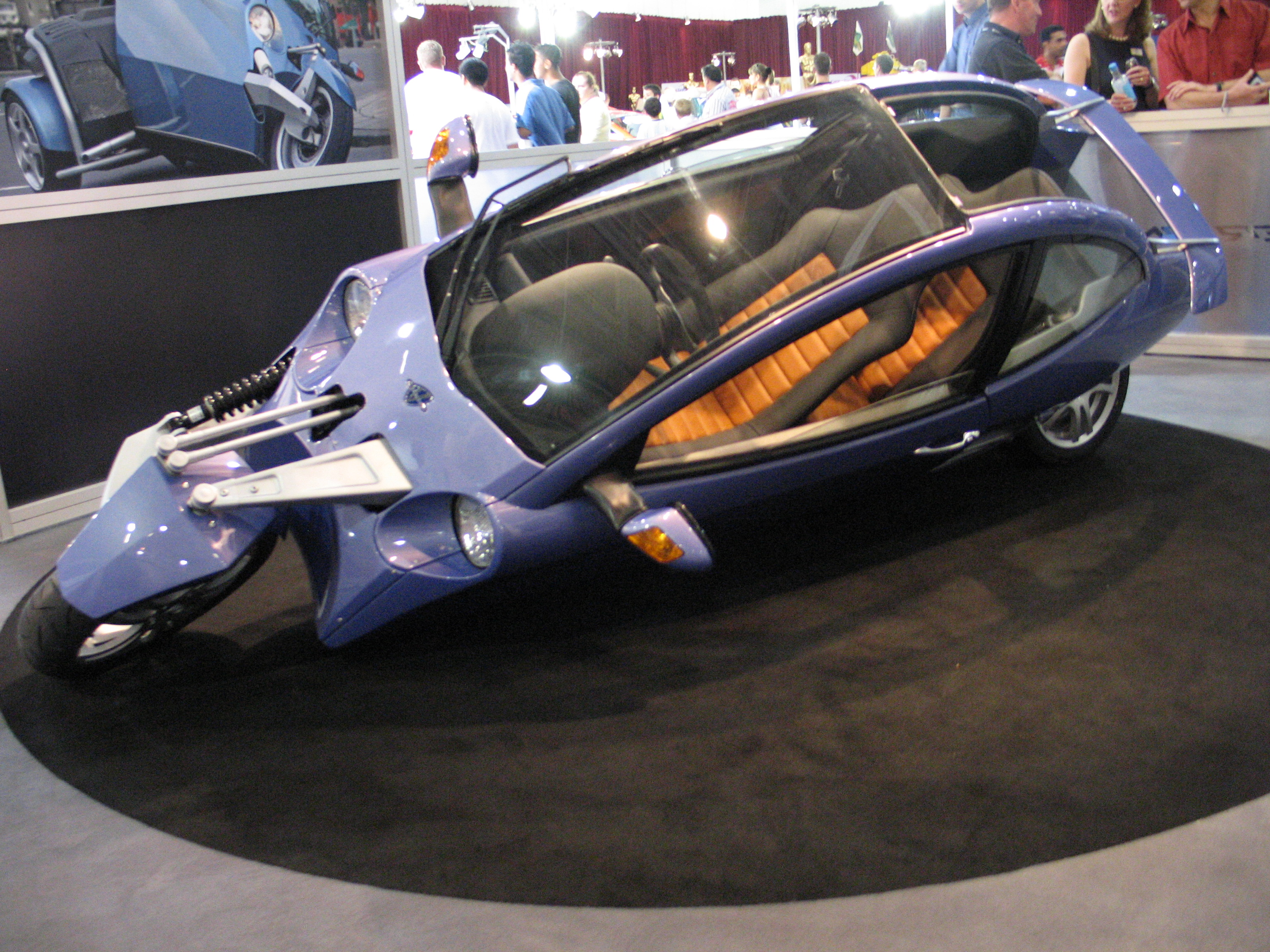
przechylony Carver One

Carver Engineering – holenderski producent trójkołowych samochodów z siedzibą w Leeuwarden działający w latach 1994–2009

## Historia

### Początki
W 1990 roku holenderski konstruktor i inżynier Chris van den Brink odbył podróż do Paryża, w którym doświadczenie intensywnych korków ulicznych skłoniło do postawy kwestionowania korzystania z tradycyjnych samochodów osobowych do codziennych dojazdów do pracy. Na kanwie tego wydarzenia Van der Brink rozpoczął prace nad autorskim projektem niewielkiego pojazdu miejskiego skierowanego do potrzeb jednej osoby, angażując do projektu grupę holenderskich inżynierów. Ważnym momentem przełomowym dla powstania przyszłego Carvera było uwieńczenie w 1994 roku prac badawczych nad systemem kontroli trakcji DVC (Dynamic Vehicle Control), w efekcie czego we wrześniu tego samego roku powstało przedsiębiorstwo Brink Technologies.
W latach 1995–1996 trwały prace nad pierwszym prototypem, który w 1997 roku został przetestowany przez holenderską policję. W tym samym czasie rozpoczęto przygotowania do produkcji seryjnej, do której drogę utorowało dopuszczenie do użytkowania w ruchu drogowym przez holenderski organ bezpieczeństwa drogowego. 

### Rozwój
W 1999 roku Brink Technologies ukończyło prace nad finalnym projektem nadwozia i podzespołów technicznych, na jesiennych targach motoryzacyjnych we Frankfurcie nad Menem prezentując przedprodukcyjny egzemplarz Carvera. W latach 2000–2002 przeprowadzono finalne działania mające dopracowanie konstrukcji przed uruchomieniem seryjnej produkcji i sprzedaży, do czego celu powołano specjalny oddział Brink Technologies – Vanderbrink.
Oficjalna prezentacja seryjnego pojazdu pod nazwą Vanderbrink Carver odbyła się w 2002 roku, w tym samym roku rozpoczynając ręczną produkcję pierwszych egzemplarzy. Dostawy pierwszych 24 sztuk Carverów dla klientów m.in. z Holandii, Hiszpanii, Wielkiej Brytanii czy Zjednoczonych Emiratów Arabskich odbyły się w 2003 roku. W międzyczasie niekonwencjonalny trójkołowiec łączący cechy samochodu i motocykla zyskał uwagę popularnego brytyjskiego programu motoryzacyjnego Top Gear, gdzie zdobył pozytywne noty od prowadzącego Jeremy’ego Clarksona twierdzącego, że nigdy nie jechał samochodem dającym tyle frajdy z jazdy.

### Zmiana nazwy i upadłość
W 2005 roku przedsiębiorstwo zajmujące się konstruowaniem, produkcją i sprzedażą Carvera zmieniło nazwę na Carver Engineering, w efekcie czego produkt firmy zyskał nową nazwę Carver One. W 2007 roku dostarczono kolejne 500 sztuk samochodu. W 2008 roku z kolei rozpoczęto sprzedaż pojazdów Carver One na obszarze Polski. Przypadło to na schyłkowy okres istnienia holenderskiego przedsiębiorstwa, które w czerwcu 2009 roku z powodu braku sprostania wcześniej postawionym sobie celom biznesowym ogłosiło bankructwo. Jak stwierdził później dyrektor Carvera Willem Verheul, zapotrzebowanie na kosztujący 50 tysięcy euro niszowy pojazd nie spełniło oczekiwanego pułapu 300 sprzedanych sztuk rocznie. W ciągu 2 lat firma dostarczyła bowiem jedynie 200 samochodów.

## Modele samochodów

### Hisotryczne
- Vanderbrink Carver (2002–2005)
- Carver One (2005–2009)